# Gonnie Baars
Hillegonda (Gonnie) Baars (Amsterdam, 21 november 1947 – Hilversum, 22 februari 2000) was een Nederlandse zangeres die vooral bekend was aan het eind van de jaren 60.
De Amsterdamse kwam al jong in het vak, haar vader werkte bij een producent van grammofoonplaten en was pianist-entertainer. Haar eerste hit had ze al op haar veertiende met een Nederlandse vertaling van de songfestivalklassieker Zwei kleine Italiener van Conny Froboess met als B-kant Norman. Twee jaar later presenteerde ze het KRO-radioprogramma Tienerclub en in 1967 had ze haar grootste hit Alle leuke jongens willen vrijen, dat uitgroeide tot een evergreen. Ook haar andere liedjes waren doorgaans olijk van aard. In deze tijd werd ze vaak vergeleken met Willeke Alberti die ze soms zelfs verving als Alberti een optreden wegens omstandigheden niet kon doen.
In 1968 werd ze uitgenodigd om mee te doen aan het Nationaal Songfestival waar de NOS nog vijf andere artiesten voor had gevraagd. Twee daarvan (Tante Leen en Trea Dobbs) zegden af en Gonnie behaalde uiteindelijk met het liedje Ik wil van alles de vierde (laatste) plaats, winnaar Ronnie Tober die naar Londen mocht afreizen werd daar laatste. Na deze ervaring heeft ze veel samengewerkt met De Mounties en met Henk Elsink. Met Ronnie Tober vormde ze af en toe een gelegenheidsduo.
In 1976 is ze gestopt met zingen om in 1979 nog een comeback te maken. Dit was echter dermate weinig succesvol dat ze al snel definitief stopte. In de jaren 90 was ze actief voor de SON (Senioren Omroep Nederland) die onderdeel wilde worden van het publieke bestel. Dit werk deed ze samen met artiesten als Milly Scott, Eddy Christiani en de eerder genoemde Ronnie Tober.
Gonnie Baars overleed onverwachts op 52-jarige leeftijd aan een hartstilstand, een paar dagen voordat de initiatiefnemers van de SON een cd wilden aanbieden aan VVD-fractievoorzitter Hans Dijkstal.

## Trivia
Gonnie is een nicht van popjournalist en radiomaker Kees Baars.
- Biografisch Portaal: 26248073
- International Standard Name Identifier: 0000 0003 8888 0761
- MusicBrainz: 0302ccb4-7131-403c-b3c9-0bc7b2252963
- Nederlandse Thesaurus van Auteursnamen: 09610550X
- Virtual International Authority File: 282160925